# Clavipanurgus
Clavipanurgus is een geslacht van vliesvleugelige insecten uit de familie Andrenidae

## Soorten
- C. anatolicus (Warncke, 1972)
- C. cavus (Warncke, 1987)
- C. clavatus (Warncke, 1972)
- C. desertus (Warncke, 1987)
- C. eurystylus Patiny, 2002
- C. gusenleitneri Patiny, 2004
- C. impressus (Warncke, 1972)
- C. orientalicus (Warncke, 1972)
- C. punctiventris (Morawitz, 1876)
- C. sculpturatus (Morawitz, 1872)
- C. stylus (Warncke, 1987)